# Magnit
Magnit (rus. Магнит = "magnet") je najveći ruski trgovački lanac i jedan od najvećih u svijetu. Osnovao ga je Sergej Galickij u Krasnodaru 1994. godine.
U prosincu 2016. godine, tvrtka je imala 14 059 trgovina u 2385 mjesta. Radi se o 10 521 trgovina, 237 hipermarketa, 3 107 drogerija i 194 obiteljskih trgovina uz stalni rast. Tvrtka zapošljava više od 260 000 ljudi, te otvara nekoliko desetaka trgovina svaki mjesec. Ima trgovine po cijeloj Rusiji uključujući i Sibir, od velegrada do malih mjesta.
Od 2006. godine, tvrtka je razvila lanac „Magnit” hipermarketa u mnogim ruskim gradovima. Tvrtka je preuzela suparnički trgovački lanac X5 Retail kao najveći ruski trgovački lanac u smislu prodaje u travnju 2013. godine. Od srpnja 2014. godine, Magnit je četvrti najveći trgovački lanac u svijetu po tržišnoj kapitalizaciji.